# Chapati

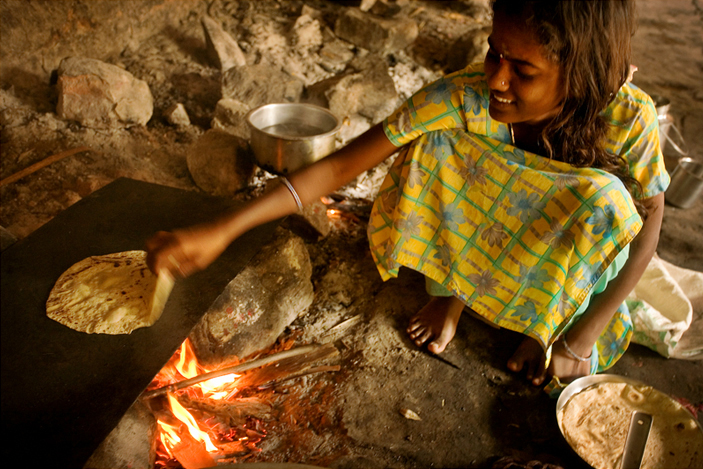
En pilgrim i Mahakuta i Indien tillagar chapatibröd i ett tempel.

Chapati eller roti är ett ojäst, indiskt tunnbröd med tre ingredienser: attamjöl, vatten och salt. Brödet blir luftigt då det steks. Chapati äts ofta till dal.
I Östafrika (Uganda, Kenya, Tanzania) och i Centralafrika (Demokratiska republiken Kongo och Burundi) är chapati vanligt som frukostmål eller som tillbehör istället för ris eller potatis. Här steks chapatin i olja och kan innehålla finhackade morötter eller lök.
I Thailand serveras varianten roti canai bland annat som dessertpannkaka med skivad banan och chokladsås.

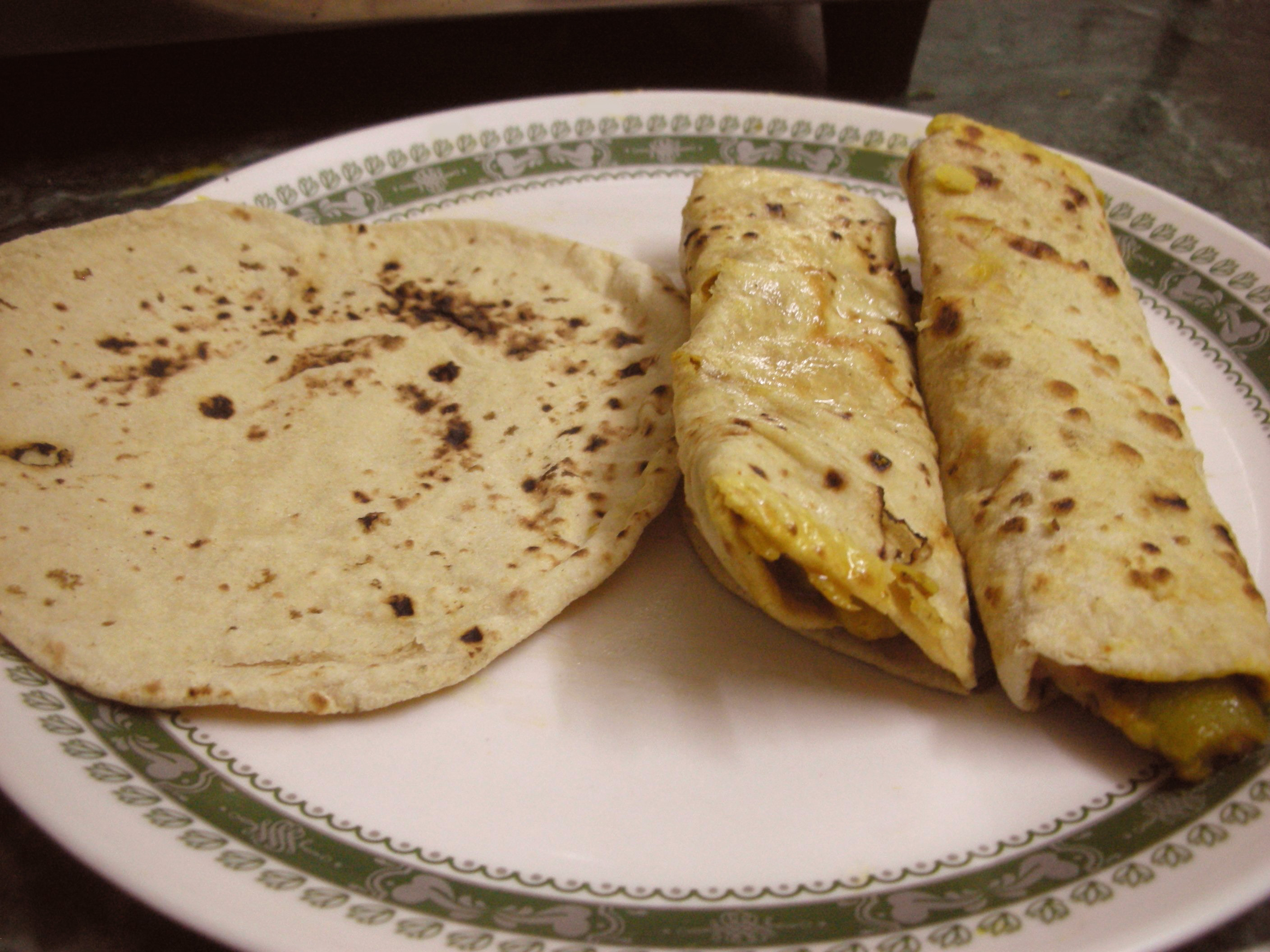
Färdiglagade chapatibröd.